# Aristolochia foetida
Aristolochia foetida es una especie de planta herbácea perteneciente a la familia Aristolochiaceae.

## Características
Son enredaderas con camote de olor desagradable. Las hojas son un poco acorazonadas delgadas y de color verde oscuro o pálido. Sus flores son blancas grandes y angostas, en forma de embudo. Los frutos son cápsulas que parecen cestitos.

## Distribución y hábitat
Es originaria de México y habita en climas cálido, semicálido y templado entre los 500 a los 1880 metros. Se encuentra asociada a bosques tropicales caducifolios y subcaducifolio, bosque espinoso, bosque mesófilo de montaña, de encino y de pino.

## Propiedades
El uso más importante y común de esta planta es para aliviar cualquier dolor, como en Guerrero. En Michoacán la recomiendan para quitar el dolor del vientre por el frío, para curarlo, la raíz se fríe en manteca y se aplica a manera de cataplasma. La misma preparación en ungüento se emplea para sanar a las mujeres después del parto.
Además se le emplea para la diarrea y en fracturas.

## Historia
En el siglo XIX, la Sociedad Mexicana de Historia Natural la menciona como detersivo y vulnerario.
Para el siglo XX, Maximino Martínez la señala como antiblenorrágica, antidiarréica, antidisentérica, antiséptica y para metrorragias. La Sociedad Farmacéutica de México describe la misma información que Martínez. Agrega su uso para cólera y vulneraria.

## Taxonomía
Aristolochia foetida fue descrita por Carl Sigismund Kunth  y publicado en Nova Genera et Species Plantarum (quarto ed.) 2: 147, t. 114. 1817.
Etimología
Aristolochia: nombre genérico que deriva de las palabras griegas aristos ( άριστος ) = "que es útil" y locheia ( λοχεία ) = "nacimiento", por su antiguo uso como ayuda en los partos.  Sin embargo, según Cicerón, la planta lleva el nombre de un tal "Aristolochos", que a partir de un sueño, había aprendido a utilizarla como un antídoto para las mordeduras de serpiente.

La aristoloquia se llamó ansí por parecer que a las mujeres socorría en el parto........La redonda tiene virtud contra todas las otras ponzoñas; mas la luenga resiste el daño de las serpientes y de cualquier veneno mortífero si se bebe una dracma della con vino y se aplica también por de fuera. Bebida con pimienta y con mirra expele el menstruo, las pares y la criatura del vientre; y lo mismo hace metida en la natura de la mujer. Pedacio Dioscórides Anazarbeo, acerca de la Materia Medicinal y de los venenos mortíferos. Andrés Laguna. 1566, Salamanca.

foetida:, epíteto latino que significa "con olor desagradable".
Sinonimia
- Howardia foetida (Kunth) Klotzsch[7]

## Nombre común
- Castellano: Hierba del indio